# Alex Tagliani
Alexandre Tagliani (Montreal (Quebec), 18 oktober 1972) is een Canadees autocoureur.

## Carrière
Tagliani reed tussen 1996 en 1999 vier jaar in het Atlantic Championship. Hij werd respectievelijk zevende, derde, vijfde en vierde in de eindstanden van deze kampioenschappen.
Hij begon zijn Champ Car-carrière bij het Forsythe team, waar hij vanaf 2000 drie seizoenen voor reed. In 2000 haalde hij geen podiumplaatsen. In 2001 werd hij tweede in de race op het circuit van Toronto. Tijdens de race op de Lausitzring was hij betrokken bij de zware crash van Alessandro Zanardi, die door het ongeval beide benen verloor. Tijdens de twee laatste races van het seizoen op Surfers Paradise en op de California Speedway werd hij derde in beide races. In 2002 werd hij tweede op de Japanse Twin Ring Motegi en op het circuit Road America in Elkhart Lake.
In 2003 maakte hij de overstap naar Rocketsports Racing. Hij werd drie keer derde in een race dat jaar. In 2004 won hij de race op Road America. Het werd zijn enige Champ Car overwinning. In 2005 en 2006 reed hij voor Team Australia en in 2007 voor het RSports team.
Tagliani reed acht jaar in de Champ Car series, won één race, stond dertien keer op het podium als niet-winnaar en stond vijf keer op poleposition.
Wanneer op het einde van 2007 de Champ Car series ophield te bestaan, besliste zijn team om niet over te stappen naar de IndyCar Series en daarom kwam er een kleine onderbreking in zijn formuleracingcarrière. Hij ging in 2008 aan de slag in de NASCAR Canadian Tire Series. Hij won de race in het Canadese Edmonton. Maar hij werd datzelfde jaar gevraagd door het Conquest Racing team om de geblesseerde Enrique Bernoldi te vervangen en reed zo de race op het stratencircuit van Long Beach. Hij reed ook de twee laatste races van het seizoen en de race buiten de kalender op Surfers Paradise, waar hij vierde werd. In 2009 reed hij zes races voor het Conquest Racing team. Zijn elfde plaats tijdens de Indianapolis 500 leverde hem de trofee Indianapolis 500 Rookie of the Year op.
In 2010 richtte hij samen met zakenman Andre Azzi, voormalig Kelley Racing mede-eigenaar Jim Freudenberg en acteur Jason Priestley het Fazzt Race Team op. Tagliani werd zelf rijder bij het team. Hij finishte vierde op de Mid-Ohio Sports Car Course en eindigde op de dertiende plaats in de eindstand van het kampioenschap. Bruno Junqueira reed een tweede wagen van het team tijdens de Indianapolis 500 maar crashte en werd op de 32e plaats gerangschikt. Tagliani kwalificeerde zich op plaats vijf en finishte op plaats tien in de race.
In 2011 werd het Fazzt Race Team opgekocht door Sam Schmidt Motorsports. Hij ging aan de slag voor het team als vaste rijder en werd vijfde op het Stratencircuit Long Beach. Hij veroverde de poleposition voor de Indianapolis 500 en werd daarmee de eerste Canadese coureur die de belangrijkste IndyCar-race van het jaar vanaf de eerste startplaats kon aanvatten.

## Resultaten
Champ Car resultaten (aantal gereden races, aantal maal in de top 5 van een race, eindpositie kampioenschap en punten)
| Jaar | Races | 1ste | 2de | 3de | 4de | 5de | Rang | Ptn |
| ---- | ----- | ---- | --- | --- | --- | --- | ---- | --- |
| 2000 | 20    | -    | -   | -   | 1   | 1   | 16   | 53  |
| 2001 | 20    | -    | 1   | 2   | -   | -   | 11   | 80  |
| 2002 | 19    | -    | 2   | -   | 1   | 2   | 8    | 111 |
| 2003 | 18    | -    | -   | 3   | 1   | 1   | 10   | 97  |
| 2004 | 14    | 1    | -   | 1   | 0   | 1   | 7    | 218 |
| 2005 | 13    | -    | -   | 2   | 2   | 1   | 7    | 207 |
| 2006 | 13    | -    | -   | 2   | 1   | 2   | 8    | 205 |
| 2007 | 14    | -    | -   | -   | 1   | 3   | 10   | 205 |

IndyCar Series resultaten (aantal gereden races, aantal maal in de top 5 van een race, eindpositie kampioenschap en punten)
| Jaar | Races | 1ste | 2de | 3de | 4de | 5de | Rang | Ptn |
| ---- | ----- | ---- | --- | --- | --- | --- | ---- | --- |
| 2008 | 3     | -    | -   | -   | 1   | -   | 32   | 56  |
| 2009 | 6     | -    | -   | -   | -   | -   | 22   | 114 |
| 2010 | 17    | -    | -   | -   | 1   | -   | 13   | 302 |
| 2011 | 16    | -    | -   | -   | 2   | 1   | 15   | 296 |
| 2012 | 14    | -    | -   | -   | -   | 1   | 17   | 272 |
| 2013 | 14    | -    | -   | -   | -   | -   | 24   | 180 |

#### Indianapolis 500

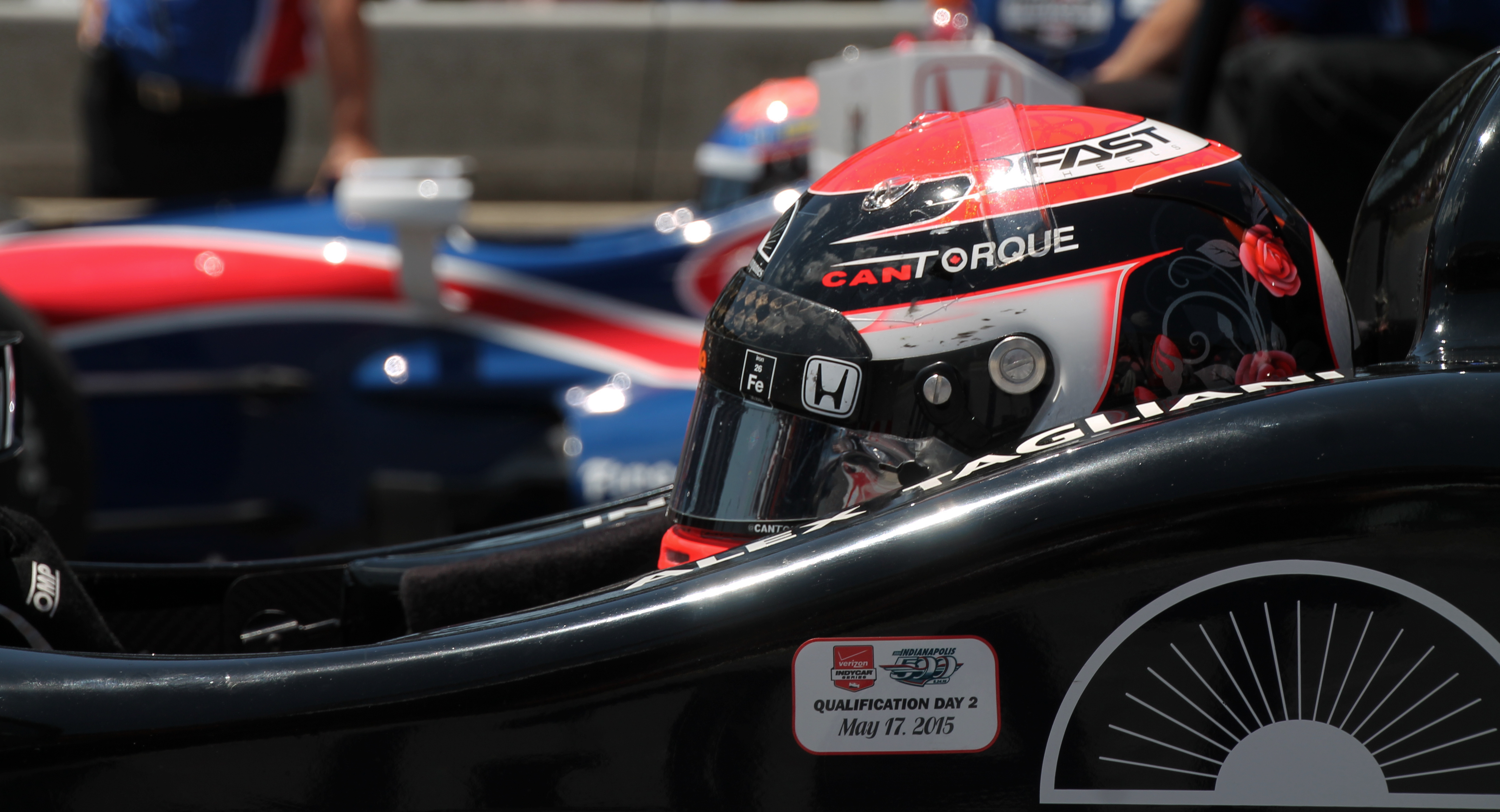
Alex Tagliani, 2015

| Jaar | Auto    | Motor | Start | Finish | Team                    |
| ---- | ------- | ----- | ----- | ------ | ----------------------- |
| 2009 | Dallara | Honda | 33    | 11     | Conquest Racing         |
| 2010 | Dallara | Honda | 5     | 10     | Fazzt Race Team         |
| 2011 | Dallara | Honda | 1     | 28     | Sam Schmidt Motorsports |
| 2012 | Dallara | Honda | 11    | 12     | Team Barracuda – BHA    |
| 2013 | Dallara | Honda | 11    | 24     | Barracuda Racing        |